# Antoine Girardin
Antoine Girardin, dit l'aîné, est un sculpteur français du XVIIe siècle.

## Biographie
Antoine Girardin est étudiant à l'école de l'Académie royale de peinture et de sculpture. Il reçoit le 3e prix de quartier le 28 septembre 1685. Il se présente alors devant les académiciens avec Charles Gussin et Jacques Fouquet pour obtenir une aide pour assurer leur subsistance. Les comptes des Bâtiments du roi mentionnent son paiement de gages comme élève-sculpteur, le 18 novembre 1685, le 3 février 1686, jusqu'au 8 décembre, ainsi qu'en 1687.
Il  a été reçu 2e au concours du grand prix en sculpture organisé par l'Académie royale de peinture et de sculpture en 1686, et le premier prix en 1688.
Les comptes des Bâtiments du roi mentionnent son intervention au bassin du grand parterre du palais du Luxembourg, en 1696.